# Ingrid Grohmann
Ingrid Grohmann, geb. Ingrid Koch, (* 26. März 1942 in Dresden; † 27. Juni 2009 ebenda) war eine deutsche Historikerin und Archivarin.

## Leben
Ingrid Grohmann besuchte die Polytechnische Oberschule in Dresden-Plauen und die Erweiterte Oberschule Dresden-Reick, wo sie 1960 die Reifeprüfung ablegte. Nach einem praktischen Berufjahr studierte sie bis 1965 Geschichte an der Universität Leipzig. Nach dem Abschluss als Diplom-Historiker setzte sie ihr Studium ein Jahr an der Sektion Archivwissenschaft der Humboldt-Universität zu Berlin fort. Dort erwarb sie 1966 den Abschluss als Diplom-Archivar.
1967 erhielt sie eine Stelle als wissenschaftliche Archivarin am Historischen Staatsarchiv Bautzen. Später wechselte sie in gleicher Funktion an das Staatsarchiv Dresden. 1990 wurde sie im Dresdner Archiv Abteilungsleiterin. 1993 wurde Ingrid Grohmann die Leitung des Staatsarchivs Leipzig übertragen. In dieser Funktion leitete sie u. a. den Umzug des Hauses aus dem Gebäude des Reichsgerichts nach Leipzig-Paunsdorf. Ab 1994 übernahm sie an der Universität Leipzig Lehraufträge für ausgewählte Bereiche der Historischen Hilfswissenschaften. Von 2001 bis 2005 war sie im Vorstand des Verbandes deutscher Archivarinnen und Archivare. Außerdem war sie ab 2006 als ehrenamtliche Richterin am Sozialgericht Dresden tätig. Nachdem sie 2007 das 40-jährige Dienstjubiläum als Archivarin feiern konnte, trat sie in den Ruhestand. Sie verstarb 2009 in Dresden und wurde auf dem Alten Annenfriedhof beigesetzt.

## Werke (Auswahl)
- (Hrsg.): Archive im Freistaat Sachsen. Archiv- und Beständeführer, Dresden, Leipzig, Chemnitz 1995, 2. Aufl. 2003.
- mit Andreas Graul (Hrsg.): Bewegte sächsische Region. Vom Leipziger Kreis zum Regierungsbezirk Leipzig 1547–2000, Halle/Saale: mdv, 2001.
- Die Bestände des Sächsischen Staatsarchivs Leipzig, Halle/Saale: mdv, o. J.